# Marcos Leonardo
Marcos Leonardo Santos Almeida (Itapetinga, 2 mei 2003) is een Braziliaans voetballer die doorgaans als aanvaller speelt. Hij stroomde in 2020 door vanuit de jeugd van Santos.

## Clubcarrière
Marcos Leonardo stroomde door vanuit de jeugd van Santos, waar hij op 23 oktober 2019 zijn eerste profcontract tekende. Hij debuteerde op 20 augustus 2020 in de Série A, tegen Sport Recife. Hij kwam dat jaar tot 22 wedstrijden, waaronder zijn eerste drie in de Copa Libertadores. Na eenzelfde seizoen in 2021 groeide Marcos Leonardo in 2022 uit tot basisspeler bij Santos. Dat jaar werd hij tevens clubtopscorer.

## Clubstatistieken
| Seizoen     | Club        | Competitie       | Competitie | Competitie | Competitie | Beker | Beker | Beker | Internationaal | Internationaal | Internationaal | Totaal | Totaal | Totaal |
| Seizoen     | Club        | Competitie       | Wed.       | Dlp.       | Ass.       | Wed.  | Dlp.  | Ass.  | Wed.           | Dlp.           | Ass.           | Wed.   | Dlp.   | Ass.   |
| ----------- | ----------- | ---------------- | ---------- | ---------- | ---------- | ----- | ----- | ----- | -------------- | -------------- | -------------- | ------ | ------ | ------ |
| 2020        | Santos.     | Série A          | 18         | 4          | 0          | 1     | 0     | 0     | 3              | 1              | 0              | 22     | 5      | 0      |
| 2021        | Santos.     | Série A          | 23         | 5          | 0          | 6     | 1     | 0     | 11             | 1              | 1              | 40     | 7      | 1      |
| 2022        | Santos.     | Série A          | 47         | 17         | 6          | 6     | 2     | 0     | 4              | 2              | 0              | 57     | 21     | 6      |
| 2023        | Santos.     | Série A          | 42         | 17         | 4          | 4     | 3     | 0     | 3              | 1              | 0              | 49     | 21     | 4      |
| Club Totaal | Club Totaal | Club Totaal      | 130        | 43         | 10         | 17    | 6     | 0     | 21             | 5              | 1              | 168    | 54     | 11     |
| 2023/24     | SL Benfica  | Liga portugal    | 14         | 7          | 0          | 3     | 0     | 0     | 4              | 0              | 1              | 21     | 7      | 1      |
| 2024/25     | SL Benfica  | Liga portugal    | 3          | 1          | 0          | 0     | 0     | 0     | —              | —              | —              | 3      | 1      | 0      |
| Club Totaal | Club Totaal | Club Totaal      | 17         | 8          | 0          | 3     | 0     | 0     | 4              | 0              | 1              | 24     | 8      | 1      |
| 2024/25     | Al-Hilal    | Saudi Pro League | 24         | 17         | 2          | 3     | 3     | 0     | 11             | 5              | 1              | 38     | 25     | 3      |
| Club Totaal | Club Totaal | Club Totaal      | 24         | 17         | 2          | 3     | 3     | 0     | 11             | 5              | 1              | 38     | 25     | 3      |
| Totaal      | Totaal      | Totaal           | 171        | 68         | 12         | 23    | 9     | 0     | 36             | 10             | 3              | 230    | 87     | 15     |

Bijgewerkt t/m 31 juli 2023.

## Interlandcarrière
Marcos Leonardo speelde voor verschillende Braziliaanse nationale jeugdselecties. Hij kwam met Brazilië –20 uit op het WK –20 van 2023. Hierop scoorde hij vijf keer in vijf wedstrijden.